# Live – kys mig før jeg blir cool
Live – kys mig før jeg blir cool er det første livealbum fra det danske rockband Malurt, der blev udgivet i august 1984 på Medley. Det blev optaget i februar 1984 af Sweet Silence Mobile Studio på Malurts Tour de Force-turné og er produceret af Malurt og bandets lydmand, det tidligere Alrune Rod-medlem Leif Roden. Albummet indeholder bl.a. de ikke tidligere udgivne sange "Kys mig før jeg blir cool", "Ingen kender dagen" og "Ingenmandsland"; single B-siden "Vindueskigger"; samt en udgave af Neil Youngs "Hey hey, my my". Med Malurts opløsning i 1984 blev det deres sidste udgivelse indtil 1992, hvor de udgav albummet Spøgelser.

## Spor
| 1.    | "Kys mig før jeg blir cool" | Michael Ehlert Falch, Dia Nielsen, Peter Mors, Christian Arendt, Pete Repete | 3:49 |
| 2.    | "Tilbage til byen"          | Falch, Nielsen, Mors, Peter Viskinde, Henrik Littauer                        | 4:12 |
| 3.    | "Ingen kender dagen"        | Falch, Nielsen, Mors, Arendt, Repete                                         | 3:28 |
| 4.    | "Sort søndag"               | Falch, Nielsen, Mors, Arendt, Repete                                         | 4:25 |
| 5.    | "Vindueskigger"             | Falch, Nielsen, Mors, Viskinde, Littauer                                     | 4:35 |
| 6.    | "Mød mig i mørket"          | Falch, Nielsen, Mors, Viskinde, Littauer                                     | 3:42 |
| 7.    | "Ingenmandsland"            | Falch, Nielsen, Mors, Arendt, Repete                                         | 3:20 |
| 8.    | "Sol i september"           | Falch, Nielsen, Mors, Arendt, Repete                                         | 3:35 |
| 9.    | "Neonsolen"                 | Falch, Nielsen, Mors, Viskinde, Littauer                                     | 3:35 |
| 10.   | "Hey hey, my my"            | Neil Young                                                                   | 3:35 |
| 11.   | "Lev stærkt"                | Falch, Nielsen, Mors, Viskinde, Littauer                                     | 3:35 |
| 41:35 |                             |                                                                              |      |

## Medvirkende
Malurt
- Michael Ehlert Falch – vokal, guitar
- Christian Arendt – guitar, kor
- Pete Repete – keyboards, kor
- Dia Nielsen – bas, kor
- Peter Mors – trommer

Produktion
- Leif Roden – producer, lydmiksning
- Malurt – producer
- Flemming Rasmussen – lydmiksning, remix
- Finn Lyngemark – lydtekniker
- Freddy Hansson – lydtekniker
- Thomas Brekling – lydtekniker
- Flemming Hansson – lydteknikerassistent
- Robert Juhl Petersen– lydteknikerassistent
- Ole Pihl – coverdesign
- Claus Hammerby – foto
- Gorm Valentin – foto
- Søren Svendsen – foto
- Torben Klint – foto